# Dream On 抱きしめて
『Dream On 抱きしめて』 (ドリーム・オン だきしめて)は、日本のロックバンドLINDBERGの4枚目のシングル。

## 概要
- スポーツショップ「アルペン」CMソング。

## 収録曲
1. Dream On 抱きしめて (5:31)
作詞:朝野深雪、作曲:平川達也、編曲:LINDBERG・井上龍仁
2. 10セントの小宇宙 -LIVE VERSION- (4:23)
作詞:西脇淳子、作曲:平川達也、編曲:LINDBERG・佐藤宣彦
アルバム『LINDBERG II』収録曲のライブ・テイク。